# Rybník Moře
Rybník Moře este o arie protejată (arie specială de conservare — SAC, sit de importanță comunitară — SCI) din Republica Cehă întinsă pe o suprafață de 2,26 ha, integral pe uscat.

## Localizare
Centrul sitului Rybník Moře este situat la coordonatele 49°57′48″N 15°34′48″E / 49.963333°N 15.58°E.

## Înființare
Situl Rybník Moře a fost declarat sit de importanță comunitară în aprilie 2005 pentru a proteja 1 specie de animale. Situl a fost protejat și ca arie specială de conservare în ianuarie 2014.

## Biodiversitate
Situată în ecoregiunea continentală, aria protejată nu include niciun habitat protejat.
La baza desemnării sitului se află o specie protejată de  amfibieni: buhai de baltă cu burta roșie (Bombina bombina).